# 中間生産物
中間生産物（ちゅうかんせいさんぶつ）とは、最終生産物を生産するために使用された、原材料や半製品、燃料などのこと。国内総生産（GDP）を算出する時は、総生産額からこの価格を差し引くと求めることができる。